# Дајбервил (Мисисипи)
Дајбервил (енгл. DIberville) град је у америчкој савезној држави Мисисипи.

## Демографија
По попису из 2010. године број становника је 9.486, што је 1.878 (24,7%) становника више него 2000. године.
| Група             | 2000.         | 2010.         |
| Белци             | 5.824 (76,6%) | 6.451 (68,0%) |
| Афроамериканци    | 867 (11,4%)   | 1.490 (15,7%) |
| Азијати           | 535 (7,0%)    | 788 (8,3%)    |
| Хиспаноамериканци | 201 (2,6%)    | 458 (4,8%)    |
| Укупно            | 7.608         | 9.486         |